# Partecipanti al Grand Prix de Denain 2025
Elenco dei partecipanti al Grand Prix de Denain 2025.
Il Grand Prix de Denain 2025 è stato la sessantaseiesima edizione della corsa. Alla competizione presero parte 23 squadre: 12 con licenza UCI World Tour 2025, 7 UCI ProTeam e 4 UCI Continental Team.
Accreditati alla partenza 154 ciclisti.

## Corridori per squadra
Nota: R ritirato, NP non partito, FT fuori tempo, SQ squalificato
| Q36.5 Pro Cycling Team            | Q36.5 Pro Cycling Team            | Q36.5 Pro Cycling Team            | Team Visma-Lease a Bike    | Team Visma-Lease a Bike    | Team Visma-Lease a Bike    | UAE Team Emirates XRG | UAE Team Emirates XRG | UAE Team Emirates XRG |
| --------------------------------- | --------------------------------- | --------------------------------- | -------------------------- | -------------------------- | -------------------------- | --------------------- | --------------------- | --------------------- |
| N°                                | Ciclista                          | Clas.                             | N°                         | Ciclista                   | Clas.                      | N°                    | Ciclista              | Clas.                 |
| 1                                 | Jannik Steimle                    | 34°                               | 12                         | Loe van Belle              | 33°                        | 21                    | Filippo Baroncini     | 14°                   |
| 2                                 | Kamil Małecki                     | 91°                               | 13                         | Matthew Brennan            | 1°                         | 22                    | Mikkel Bjerg          | 41°                   |
| 3                                 | Giacomo Nizzolo                   | R                                 | 14                         | Menno Huising              | 42°                        | 23                    | Luca Giaimi           | 63°                   |
| 4                                 | Rory Townsend                     | 102°                              | 15                         | Julien Vermote             | 105°                       | 24                    | Juan Sebastián Molano | R                     |
| 5                                 | Matteo Moschetti                  | R                                 | 16                         | Per Strand Hagenes         | 85°                        | 25                    | António Morgado       | 32°                   |
| 6                                 | David Gonzalez                    | 103°                              | 17                         | Tim Rex                    | 40°                        | 26                    | Gibbe Staes           | R                     |
| 7                                 | Nicolò Parisini                   | 19°                               |                            |                            |                            | 27                    | Florian Vermeersch    | 4°                    |
| Soudal Quick-Step                 | Soudal Quick-Step                 | Soudal Quick-Step                 | Team Jayco AlUla           | Team Jayco AlUla           | Team Jayco AlUla           | Intermarché-Wanty     | Intermarché-Wanty     | Intermarché-Wanty     |
| N°                                | Ciclista                          | Clas.                             | N°                         | Ciclista                   | Clas.                      | N°                    | Ciclista              | Clas.                 |
| 32                                | Gil Gelders                       | 66°                               | 41                         | Robert Donaldson           | R                          | 51                    | Elmar Abma            | R                     |
| 33                                | A. Raccagni Noviero               | R                                 | 42                         | Jesse Kramer               | R                          | 52                    | Huub Artz             | 51°                   |
| 35                                | Warre Vangheluwe                  | R                                 | 44                         | Kelland O'Brien            | 83°                        | 53                    | Felix Ørn-Kristoff    | 72°                   |
| 36                                | Luke Lamperti                     | 64°                               | 45                         | Elmar Reinders             | R                          | 54                    | Hugo Page             | 86°                   |
| 37                                | Federico Savino                   | 99°                               | 46                         | Campbell Stewart           | R                          | 55                    | Adrien Petit          | 44°                   |
|                                   |                                   |                                   | 47                         | Max Walscheid              | 56°                        | 56                    | Luca Van Boven        | 16°                   |
|                                   |                                   |                                   | 57                         | Taco van der Hoorn         | 52°                        |                       |                       |                       |
| Decathlon AG2R La Mondiale        | Decathlon AG2R La Mondiale        | Decathlon AG2R La Mondiale        | Groupama-FDJ               | Groupama-FDJ               | Groupama-FDJ               | Cofidis               | Cofidis               | Cofidis               |
| N°                                | Ciclista                          | Clas.                             | N°                         | Ciclista                   | Clas.                      | N°                    | Ciclista              | Clas.                 |
| 61                                | Sam Bennett                       | 111°                              | 71                         | Lewis Askey                | 10°                        | 81                    | Piet Allegaert        | 13°                   |
| 62                                | Stefan Bissegger                  | 20°                               | 72                         | Cyril Barthe               | 24°                        | 82                    | Aimé De Gendt         | 48°                   |
| 63                                | Oscar Chamberlain                 | R                                 | 73                         | Lewis Bower                | 97°                        | 83                    | Eddy Finé             | R                     |
| 64                                | Dries De Bondt                    | 3°                                | 74                         | Clément Davy               | 59°                        | 84                    | Alexis Renard         | 30°                   |
| 65                                | Gianluca Pollefliet               | 90°                               | 75                         | Olivier Le Gac             | 108°                       | 85                    | Ludovic Robeet        | 55°                   |
| 66                                | Antoine L'Hote                    | 70°                               | 76                         | Eddy Le Huitouze           | 76°                        | 86                    | Hugo Toumire          | R                     |
| 67                                | Rasmus S. Pedersen                | 94°                               | 77                         | Matthew Walls              | R                          |                       |                       |                       |
| Bahrain Victorious                | Bahrain Victorious                | Bahrain Victorious                | XDS Astana Team            | XDS Astana Team            | XDS Astana Team            | Alpecin-Deceuninck    | Alpecin-Deceuninck    | Alpecin-Deceuninck    |
| N°                                | Ciclista                          | Clas.                             | N°                         | Ciclista                   | Clas.                      | N°                    | Ciclista              | Clas.                 |
| 91                                | Alberto Bruttomesso               | 95°                               | 101                        | Cees Bol                   | NP                         | 111                   | Tobias Bayer          | 65°                   |
| 92                                | Roman Ermakov                     | 73°                               | 102                        | Aaron Gate                 | 22°                        | 112                   | Simon Dehairs         | 18°                   |
| 93                                | Daniel Skerl                      | 84°                               | 103                        | Max Kanter                 | R                          | 113                   | Tibor Del Grosso      | 25°                   |
| 94                                | Oliver Stockwell                  | R                                 | 104                        | Michele Gazzoli            | 39°                        | 114                   | Samuel Gaze           | 54°                   |
| 95                                | Vlad Van Mechelen                 | 23°                               | 105                        | Alessandro Romele          | 17°                        | 115                   | Timo Kielich          | 12°                   |
| 96                                | Thomas Capra                      | 93°                               | 106                        | Haoyu Su                   | R                          | 116                   | Gianni Vermeersch     | 2°                    |
| 97                                | Bryan Olivo                       | NP                                |                            |                            |                            | 117                   | Stan Van Tricht       | 58°                   |
| Arkéa-B&B Hotels                  | Arkéa-B&B Hotels                  | Arkéa-B&B Hotels                  | Lotto                      | Lotto                      | Lotto                      | TotalEnergies         | TotalEnergies         | TotalEnergies         |
| N°                                | Ciclista                          | Clas.                             | N°                         | Ciclista                   | Clas.                      | N°                    | Ciclista              | Clas.                 |
| 121                               | Amaury Capiot                     | R                                 | 131                        | Milan Menten               | 45°                        | 141                   | Lucas Boniface        | 50°                   |
| 122                               | Giosuè Epis                       | 37°                               | 132                        | Alec Segaert               | 8°                         | 142                   | Rayan Boulahoite      | 53°                   |
| 123                               | Jenthe Biermans                   | 35°                               | 133                        | Lionel Taminiaux           | 113°                       | 143                   | Alexys Brunel         | 49°                   |
| 124                               | Léandre Lozouet                   | 79°                               | 134                        | Steffen De Schuyteneer     | 11°                        | 144                   | Florian Dauphin       | 62°                   |
| 125                               | Luca Mozzato                      | 29°                               | 135                        | Brent Van Moer             | 5°                         | 145                   | Sandy Dujardin        | 15°                   |
| 126                               | Rémi Lelandais                    | R                                 | 136                        | Arnaud De Lie              | 9°                         | 146                   | Lorrenzo Manzin       | 109°                  |
| 127                               | Donavan Grondin                   | R                                 | 137                        | Mathieu Kockelmann         | 106°                       | 147                   | Anthony Turgis        | 71°                   |
| Unibet Tietema Rockets            | Unibet Tietema Rockets            | Unibet Tietema Rockets            | Team Flanders-Baloise      | Team Flanders-Baloise      | Team Flanders-Baloise      | Euskaltel-Euskadi     | Euskaltel-Euskadi     | Euskaltel-Euskadi     |
| N°                                | Ciclista                          | Clas.                             | N°                         | Ciclista                   | Clas.                      | N°                    | Ciclista              | Clas.                 |
| 151                               | Abram Stockman                    | 60°                               | 161                        | Alex Colman                | 98°                        | 171                   | David Dekker          | 74°                   |
| 152                               | Axel Huens                        | 43°                               | 162                        | Brem Deman                 | 100°                       | 172                   | Danny van der Tuuk    | 110°                  |
| 153                               | Andreas Stokbro                   | 21°                               | 163                        | Tuur Dens                  | R                          | 173                   | Andoni López          | R                     |
| 154                               | Jelle Johannink                   | 47°                               | 164                        | Jules Hesters              | R                          | 174                   | Iker Bonillo          | R                     |
| 155                               | Joren Bloem                       | 46°                               | 165                        | Yentl Vandevelde           | 88°                        | 175                   | Unai Zubeldia         | R                     |
| 156                               | Lukáš Kubiš                       | 27°                               | 166                        | Ward Vanhoof               | 38°                        | 176                   | Nicolás Alustiza      | R                     |
| 157                               | Tomáš Kopecký                     | 7°                                | 167                        | Victor Vercouillie         | 75°                        | 177                   | Xabier Berasategi     | R                     |
| Wagner Bazin WB                   | Wagner Bazin WB                   | Wagner Bazin WB                   | Nice Métropole Côte d'Azur | Nice Métropole Côte d'Azur | Nice Métropole Côte d'Azur | CIC U Nantes          | CIC U Nantes          | CIC U Nantes          |
| N°                                | Ciclista                          | Clas.                             | N°                         | Ciclista                   | Clas.                      | N°                    | Ciclista              | Clas.                 |
| 181                               | Jocelyn Baguelin                  | 114°                              | 191                        | Alexander Konijn           | R                          | 201                   | Ronan Augé            | 81°                   |
| 182                               | Pierre Barbier                    | R                                 | 192                        | Damien Girard              | 92°                        | 202                   | Corentin Devroute     | 104°                  |
| 183                               | Quentin Bezza                     | R                                 | 193                        | Andrea Mifsud              | 61°                        | 203                   | Justin Ducret         | 101°                  |
| 184                               | Cériel Desal                      | 69°                               | 194                        | Dylan Massa                | R                          | 204                   | Maël Guégan           | 96°                   |
| 185                               | Michiel Lambrecht                 | 36°                               | 195                        | Noah Knecht                | R                          | 205                   | Similien Hamon        | R                     |
| 186                               | Henri-Francois Haquin             | 57°                               | 196                        | Axel Zuccarelli            | 77°                        | 206                   | Antoine Hue           | 89°                   |
| 187                               | Jens Reynders                     | 31°                               | 197                        | Andrei Carbunarea          | R                          | 207                   | Matisse Julien        | R                     |
| St Michel-Preference Home-Auber93 | St Michel-Preference Home-Auber93 | St Michel-Preference Home-Auber93 | Van Rysel-Roubaix          | Van Rysel-Roubaix          | Van Rysel-Roubaix          |                       |                       |                       |
| N°                                | Ciclista                          | Clas.                             | N°                         | Ciclista                   | Clas.                      |                       |                       |                       |
| 211                               | Romain Cardis                     | 28°                               | 221                        | Rait Ärm                   | 87°                        |                       |                       |                       |
| 213                               | Dillon Corkery                    | 6°                                | 222                        | Daniel Arnes               | 67°                        |                       |                       |                       |
| 214                               | Jérémy Lecroq                     | 78°                               | 223                        | Kévin Avoine               | 107°                       |                       |                       |                       |
| 215                               | Alan Riou                         | 112°                              | 224                        | Maxime Jarnet              | 80°                        |                       |                       |                       |
| 216                               | Yohann Simon                      | R                                 | 225                        | Emmanuel Morin             | R                          |                       |                       |                       |
| 217                               | Morné Van Niekerk                 | 82°                               | 226                        | Baptiste Planckaert        | 68°                        |                       |                       |                       |
|                                   |                                   |                                   | 227                        | Valentin Tabellion         | 26°                        |                       |                       |                       |